# Fibre optique plastique
Pour les articles homonymes, voir FOP.

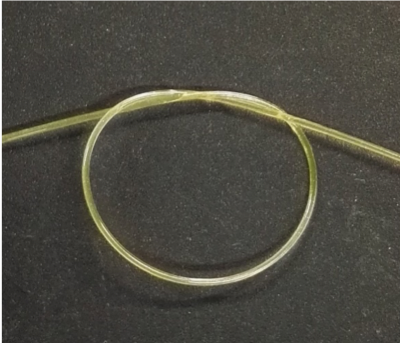
Photographie d'une fibre optique plastique avec un microscope.

Une fibre optique plastique (ou fibre optique polymère ; en anglais, plastic optical fiber, polymer optical fibre ou POF) est une fibre optique qui est faite de plastique. 
Traditionnellement, le polyméthacrylate de méthyle (acrylique ; souvent abrégé en PMMA de l'anglais poly(methyl methacrylate)) est le matériau du cœur de la fibre et les polymères fluorés sont les matériaux de gainage. Depuis la fin des années 1990, des fibres plastiques plus performantes, à base de polymères perfluorés (principalement le poly-per-fluoro-butényle-vinyl-éther) ont commencé à apparaître sur le marché.

## Caractéristiques
Dans les fibres de grand diamètre, 96 % de la section transversale de la fibre est occupée par le cœur qui permet la transmission de la lumière. Comme la fibre de verre traditionnelle, la fibre optique plastique transmet la lumière (ou les données) à travers le cœur de la fibre. La taille du cœur de la fibre optique plastique est, dans certains cas, 100 fois plus grande que celle de la fibre de verre.
La fibre optique plastique a été appelée la fibre optique du consommateur parce que cette fibre, ses connecteurs et son installation sont peu coûteux. En raison de ses caractéristiques d'atténuation et de distorsion, cette fibre est utilisée pour les débits faibles et les courtes distances (jusqu'à 100 mètres) dans des appareils numériques domestiques, des réseaux domestiques, des réseaux industriels (Profibus, Profinet) et des réseaux de véhicules automobiles (MOST).
Les fibres polymères perfluorées sont couramment utilisées pour des applications beaucoup plus rapides comme le câblage de centre de données et les réseaux locaux d'immeubles. Les fibres optiques polymères peuvent être utilisées pour la télédétection et le multiplexage en raison de leur faible coût et de leur grande résistance.
Il y a un intérêt croissant pour la fibre optique plastique comme une option possible pour la prochaine génération de réseau domestique offrant un débit de l'ordre du gigabit par seconde. Plusieurs projets européens de recherche s'intéressent à ce sujet, tels que le projet POF-ALL et POF-PLUS.
Les communications Ethernet à 1 gigabit par seconde pour la fibre optique plastique ont été normalisées par l'IEEE sous la référence 802.3bv.

## Télécommunications
En télécommunications, la fibre optique de verre, plus difficile à mettre à oeuvre, est plus fréquemment employée du fait de ses coefficients plus faibles de distorsion et d'atténuation. La fibre optique de verre comporte un cœur en silice dopé de germanium[réf. nécessaire]. Bien que le coût de la fibre de verre multimode soit similaire à celui de la fibre plastique, son coût d'installation est beaucoup plus élevé en raison des techniques de manipulation et d'installation particulières requises.

## Source de la traduction
- (en) Cet article est partiellement ou en totalité issu de l’article de Wikipédia en anglais intitulé « Plastic optical fiber » (voir la liste des auteurs).